# Caspar Erich Stemmer
Caspar Erich Stemmer (Novo Hamburgo, 22 de junho de 1930 – Florianópolis, 12 de dezembro de 2012) foi um engenheiro e professor universitário brasileiro.

## Vida
Filho dos imigrantes alemães Caspar Henrique Stemmer e Wally Cordélia Stemmer. Casou com Helena Amélia Oehler Stemmer em 15 de maio de 1955.
Foi diretor do Centro Tecnológico, chefe do Departamento de Engenharia Mecânica e reitor da Universidade Federal de Santa Catarina (UFSC), de 1976 a 1980.
Foi fundador e presidente da Fundação de Ensino e Engenharia de Santa Catarina (FEESC).
Foi ministro da Ciência e Tecnologia no primeiro governo de Fernando Henrique Cardoso, de 20 de janeiro de 1994 a 1 de fevereiro de 1995.
Cidadão honorário de Florianópolis, título concedido em 1999. A Fundação de Apoio à Pesquisa Científica e Tecnológica de Santa Catarina (Fapesc) criou o Prêmio Professor Caspar Erich Stemmer da Inovação em Santa Catarina em sua homenagem.
Foi sepultado no Cemitério Jardim da Paz de Florianópolis.
Recebeu postumamente o título de Cidadão Catarinense da Assembleia Legislativa de Santa Catarina (Alesc).

## Condecorações
- Comendador da Ordem de Rio Branco
- Oficial da Ordem do Mérito Naval
- Grã-Cruz da Ordem Nacional do Mérito Científico
- Agraciado com o Prêmio Anísio Teixeira em 1986[9]

## Publicações
- Stemmer, Caspar Erich. Projeto e Construção de Máquinas. Porto Alegre: Globo, 1974.
- Stemmer, Caspar Erich. Ferramentas de Corte I. 3ª ed. Florianópolis: Editora da UFSC, 1987.
- Stemmer, Caspar Erich. Ferramentas de Corte II. Florianópolis: Editora da UFSC, 1992.